# Radio RSG

Ehemaliges Logo

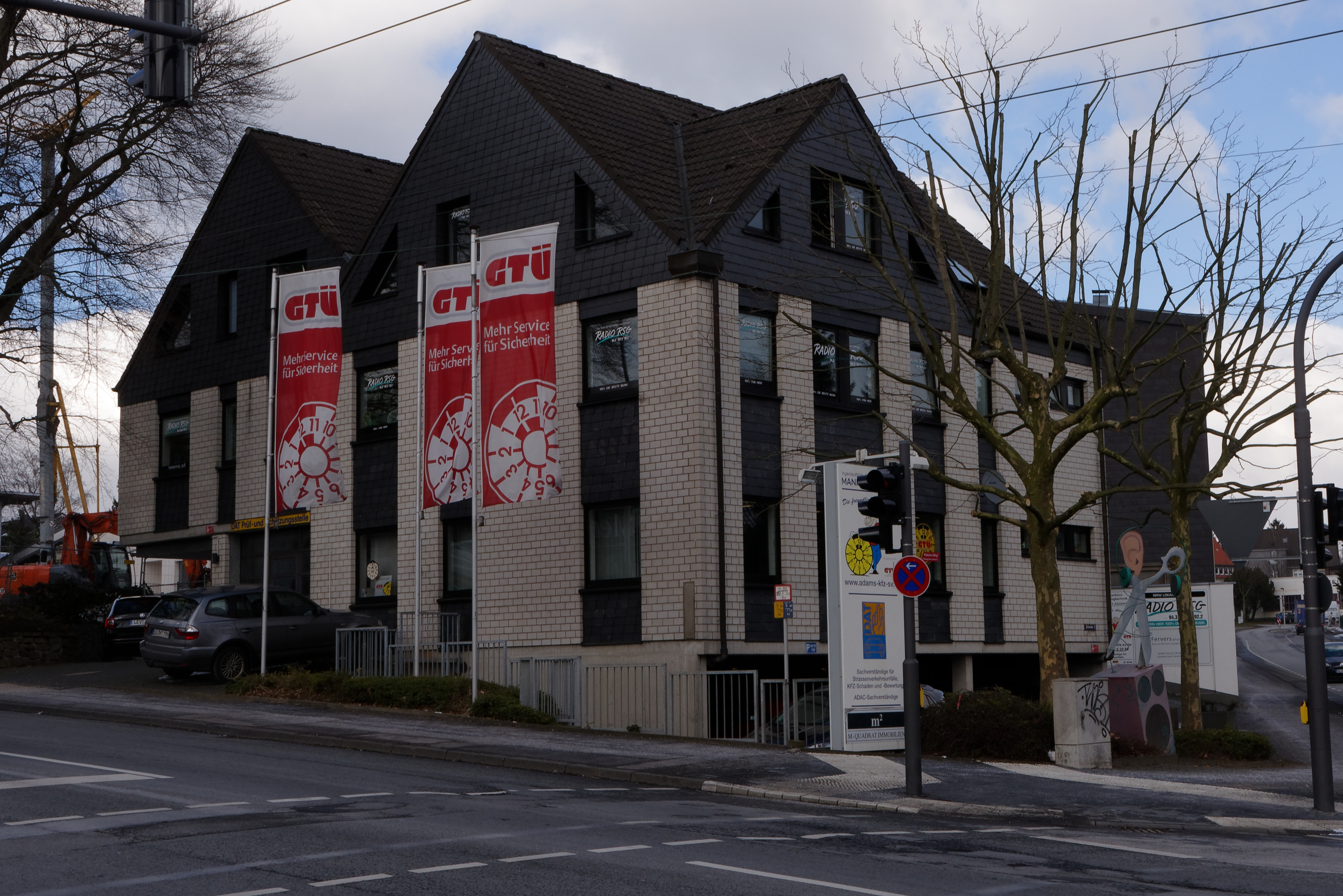
Radio RSG in Solingen

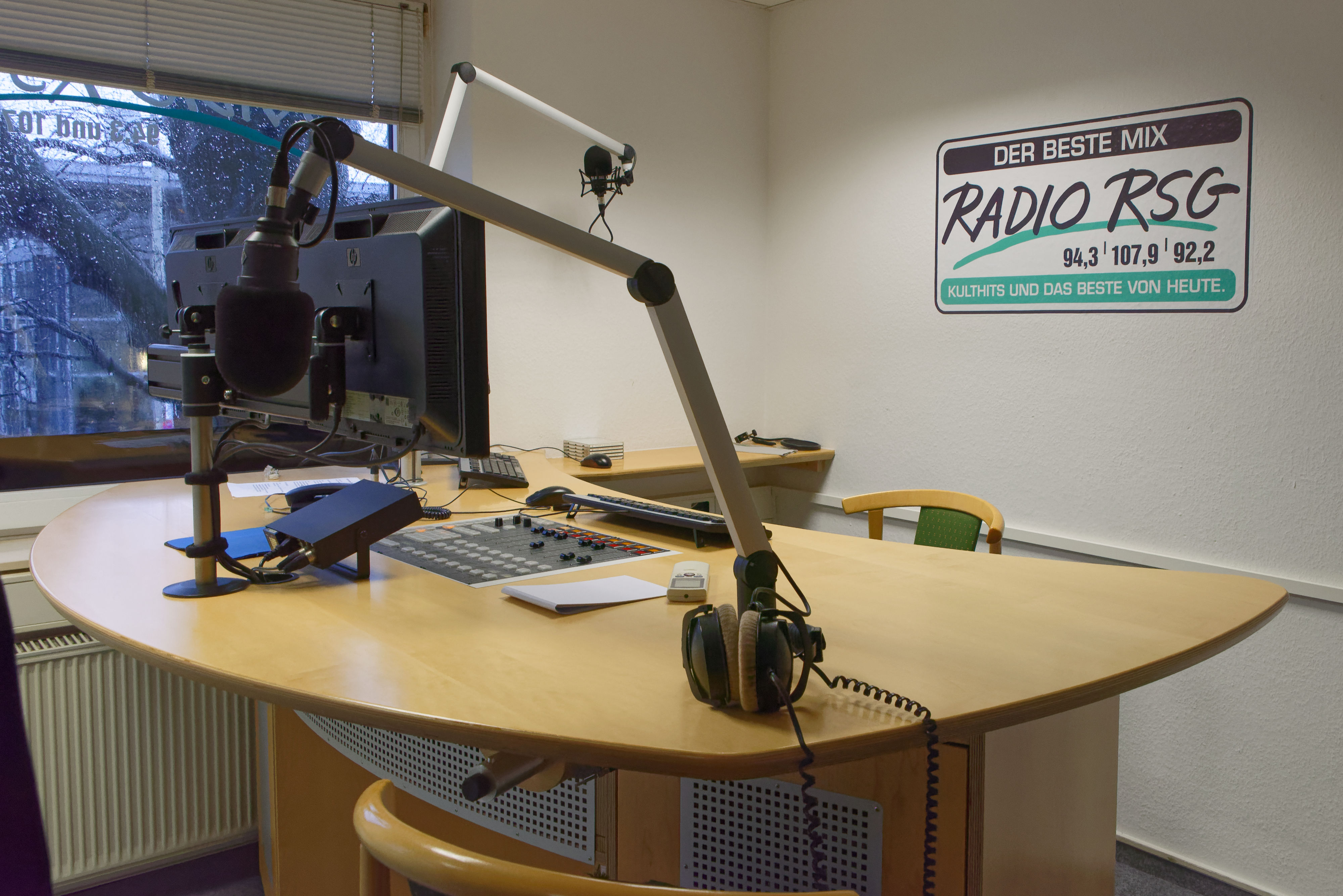
Blick ins RSG-Studio

Radio RSG ist das Lokalradio für Remscheid und Solingen und sendet im Bergischen Land (Nordrhein-Westfalen) auf den UKW-Frequenzen 94,3, 107,9 und seit August 2008 zusätzlich 92,2 MHz. Außerdem ist der Sender im Bergischen Land im Kabelnetz zu empfangen sowie weltweit über einen Internet-Stream.
Radio RSG ging am 30. August 1992 auf Sendung.

## Inhalte
Radio RSG sendet sein lokales Programm montags bis freitags von 6 bis 10 Uhr („Radio RSG – Die Morgenshow“) und von 16 bis 18 Uhr („Radio RSG – Feierabend“). Am Wochenende wird samstags in der Zeit von 8 bis 12 Uhr und sonntags in der Zeit von 9 bis 12 Uhr das lokale Format „Radio RSG am Wochenende“ gesendet. Sportereignisse in der Region wurden bis 2020 meist sonntags ab 17 Uhr in der einstündigen Sendung „Sport am Wochenende“, seit 2021 im „Sporttalk“ meist montagsabends zwischen 18 und 19 Uhr im Studio zusammengefasst. Zu dieser Sendung sind auch häufig Interviewgäste im Studio vertreten. Von dem Sender sogenannte Spezialsendungen („Radio RSG – Spezial“), wie etwa das Format „Talktime Gesundheit“, werden in unregelmäßigen Abständen unter der Woche ab 18 Uhr ausgestrahlt.
Außerdem werden montags bis freitags in der Zeit von 5:30 bis 19:30 Uhr, samstags von 7:30 bis 13:30 Uhr und sonntags von 9:30 bis 12:30 Uhr stündlich etwa dreiminütige Lokalnachrichten ausgestrahlt – montags bis freitags zwischen 5 und 10 sowie zwischen 14 und 18 Uhr zusätzlich mit Schlagzeilen aus aller Welt.
In der übrigen Zeit übernimmt Radio RSG das Mantelprogramm der radio NRW GmbH in Oberhausen, also auch die Weltnachrichten zur vollen Stunde rund um die Uhr sowie das Werbefenster kurz davor. Jingles und Drops bzw. Claims mit der Stationskennung „Radio RSG“ werden außerhalb der lokalen Sendezeiten im Funkhaus in Solingen bei Bedarf automatisch durch ein Signal aus Oberhausen ausgelöst und meist durch das Ducking-Verfahren nahtlos in das laufende Programm eingefügt.
Wie alle privaten Rundfunksender in Nordrhein-Westfalen ist auch Radio RSG durch das Landesmediengesetz dazu verpflichtet, Bürgerfunk-Sendungen auf seinen Frequenzen auszustrahlen. Dabei handelt es sich um im Vorfeld aufgezeichnete Sendungen, die von Menschen oder Gruppen aus der Region erstellt und produziert werden. Solche Sendungen werden abends ab 21 Uhr (sonntags ab 20 Uhr) von Radio RSG ausgestrahlt.

## Moderatoren
Die Morgensendung von Radio RSG moderieren jeweils zu zweit im wöchentlichen Wechsel Chefredakteur Thorsten Kabitz mit Luisa Skrabic sowie Clara Pieck mit Michael Höing. Die Sendung „Radio RSG am Nachmittag“ wird wechselweise von Charlotte Großer oder Kollegen aus der Morgensendung moderiert. Die lokale Ausgabe von „Radio RSG am Wochenende“ wird vormittags im Wechsel von Daniel Morsbach oder Michael Höing moderiert. 
Zu den ehemaligen prägenden Moderatoren zählen Jörg Bertram (Chefredakteur bei Radio Bonn/Rhein-Sieg), Volker Kutz (RTL), Michael Tobias, René Rabenschlag (WDR), Marc Heinisch, Timo Spicker (WDR), Tania Janke, Sascha Preuß (RTL), Alex Becker (WDR) und Luisa Skrabic (WDR).

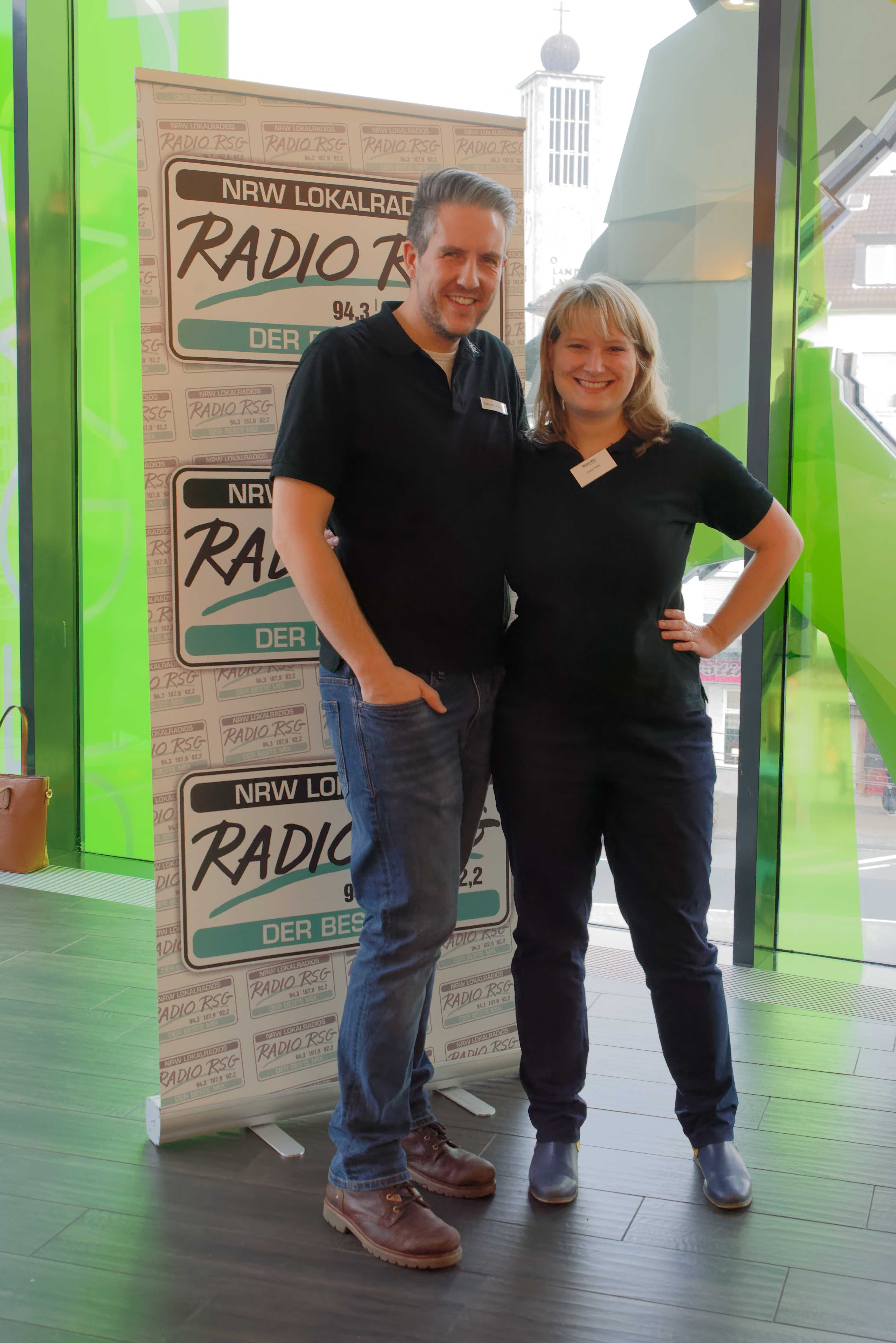
Clara Pieck und Sascha Preuß von Radio RSG in der RSG-Wechselstube im Hofgarten Solingen
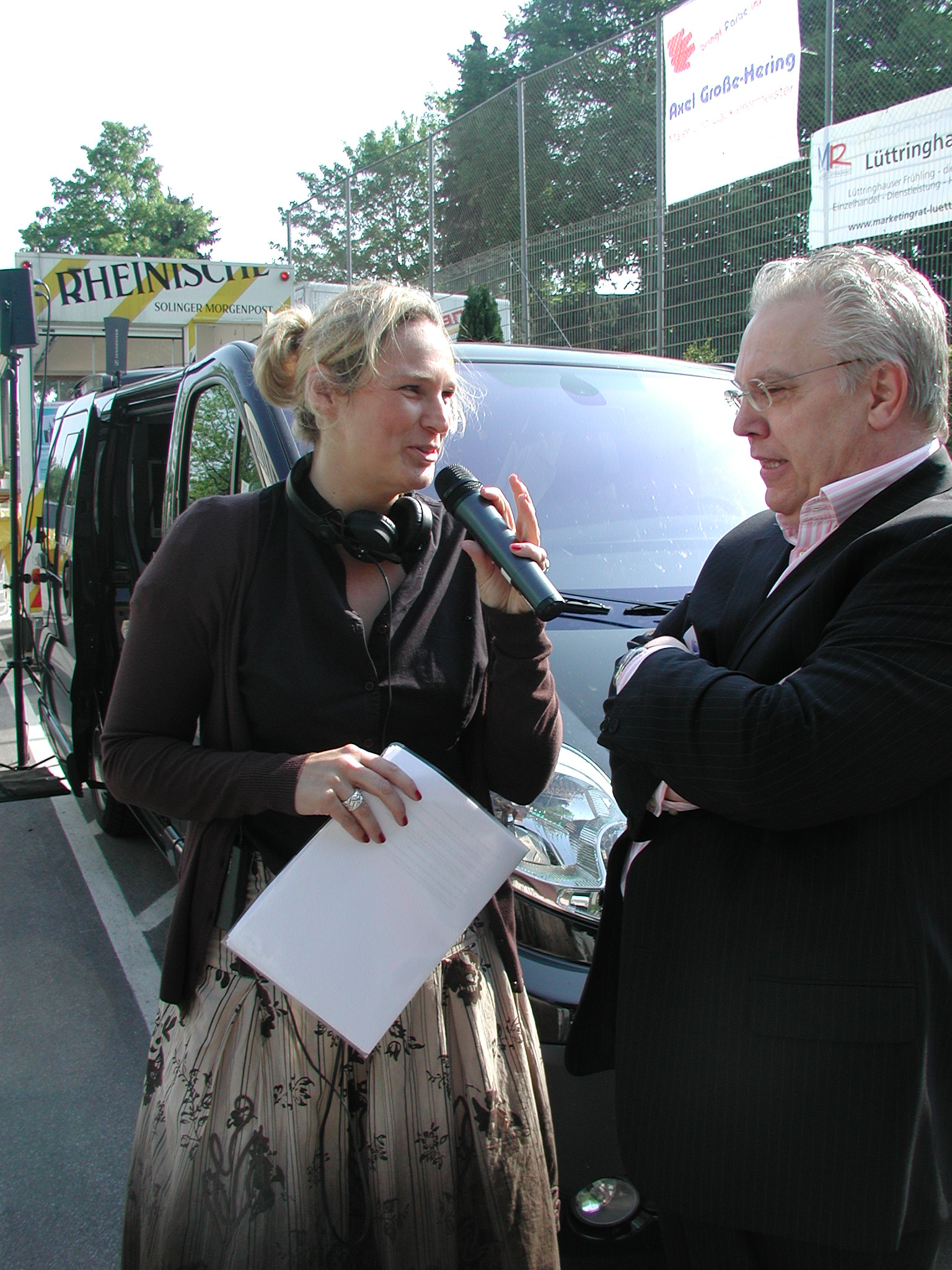
Alex Becker bei einer Live-Übertragung vom „Lüttringhauser Frühling“ in Remscheid

## Einschaltquoten
Radio RSG ist das mit Abstand meistgehörte Programm in Remscheid und Solingen: Laut der aktuellen Elektronischen Medienanalyse (E.M.A. NRW 2015/I) schalten 35 Prozent der Remscheider und Solinger den Lokalsender ein. Die gebührenfinanzierten Programme 1LIVE (mit 21 %) und WDR 2 (mit 20 %) verzeichnen in den beiden Städten weiterhin deutlich weniger Einschaltquoten. WDR 4 bleibt laut Medienanalyse schon seit einigen Jahren konstant bei einer Reichweite von 17 %.
Die Verweildauer in der Region liegt aktuell bei 257 Minuten. Besonders populär ist Radio RSG bei den 30- bis 59-Jährigen. Mit mehr als 100.000 über 14-jährigen Hörern in Remscheid, Solingen und den umliegenden Städten ist der Sender kontinuierlich seit 1994 der beliebteste Radiosender. Die meistgehörte Sendung laut E.M.A. NRW ist „Radio RSG am Morgen“ – ein Viertel aller Bewohner im „RSG-Land“ wachten 2015 mit den Morgenmoderatoren Thorsten Kabitz / Tania Janke und Clara Pieck / Sascha Preuß auf.
Die Elektronische Medienanalyse wird von unabhängigen Instituten im Auftrag der NRW-Lokalradios durchgeführt. Zur Auswertung der aktuellen E.M.A. (2015/I) sind landesweit über 27.000 zufällig ausgewählte Personen in Telefoninterviews zu ihrer Radionutzung befragt worden.

## Empfang
Die von Radio RSG genutzten Sender auf 94,3 MHz (Standort Solingen, Fernmeldeturm am Zentral, 200 W) und 107,9 MHz (Standort Remscheid-Hohenhagen, 100 W) ergänzen einander. Während die Frequenz 94,3 MHz auch in den Nachbarstädten und Nachbarkreisen gehört werden kann, ist der Empfang der Frequenz 107,9 MHz auf das Remscheider Stadtgebiet beschränkt, zumal es hier zu erheblichen Störungen durch andere Sender kommt. Darum wurde nach mehreren Frequenztests im August 2008 die zusätzliche Frequenz 92,2 MHz in Betrieb genommen, die ebenfalls vom Standort Remscheid-Hohenhagen mit 100 W gezielt in östlicher Richtung strahlt, um die Empfangslücken zu schließen.
Hinzu kommen Frequenzen im Kabelnetz. In Remscheid und Wermelskirchen hört man Radio RSG auf 105,55 MHz, in den Städten Solingen, Haan, Hilden, Langenfeld, Leichlingen und Monheim auf 104,25 MHz. Außerdem bietet Radio RSG wie alle restlichen Lokalradios in Nordrhein-Westfalen auch einen Livestream im Internet an.
Radio RSG hat als einziges Lokalradio auch Sendungen weltweit über Kurzwelle ausgestrahlt. Am Neujahrsmorgen hat der Sender über Jahre hinweg die Frequenz 6015 kHz des Kurzwellenzentrums Jülich mit 100 kW Leistung für Neujahrsgrüße genutzt. Die Moderatoren Jörg Bertram und Michael Tobias erhielten körbeweise Sendebestätigungen aus aller Welt. Ein Hörer hatte die Sendung sogar in Australien verfolgt.